# ملعب موريناو
ملعب موريناو هو ملعب كرة قدم يقع في مدينة كامبو غراندي البرازيلية . يسع الملعب لجلوس 45 ألف متفرج . يعتبر الملعب الرسمي الذي يخوض فيه نادي أوبيراريو و كوميرسيال مبارياتهما . تم افتتاح الملعب في 7 مارس 1971 .